# Tanárok napja
Számos országban van speciálisan a tanárok számára egy ünnepnap. Néhány munkanap, de többségük szabadnap.

## Munkanapokon megünnepelt tanárok napja

### Törökország
November 24-én tartják Törökországban a tanárok napját, (törökül Öğretmenler Günü). Az ünnepet Kemal Atatürk tette erre a napra. Atatürk úgy gondolta, az új generációt a tanárok alakítják, s maga is a török nép tanára lett.

### Malajzia
Malajziában a tanárok napját (malájul Hari Guru) május 16-án tartják.

## Tanárok napja mint nemzeti szabadnap

### Albánia
Albániában a tanárok napját (albánul: Dita e Mësuesve) március 7-én tartják, egy nappal anyák napja (Dita e Nënës) előtt, amelynek ottani dátuma március 8.

### Arab államok
Az Arab államokban 11 ország ünnepli február 28-án a tanárok napját: Algéria, Bahrein, Egyesült Arab Emírségek, Egyiptom, Jemen, Jordánia, Líbia, Marokkó, Omán, Szaud-Arábia, Tunisz.  

### Kína
A tanárok napját először a Nemzeti Központi Egyetemen tartották meg 1931-ben. A kormány 1932-ben ismerte el, és 1939-től augusztus 27-én, Konfuciusz születésének évfordulóján ünneplik. Ezt a kommunista kínai kormány 1951-ben eltörölte, majd 1985-ben más dátumra, szeptember 10-ére újra életre hívta. Sokan próbálkoznak, hogy tegyék vissza az ünnepet az eredeti idejére.

### Csehország
Csehországban a tanárok napját (csehül Den učitelů) Jan Ámos Komenský, (Comenius) születése évfordulóján, március 28-án tartják. A gyerekek ilyenkor virágokat visznek a tanáraiknak. A hivatalnokok általában ezt a napot használják a tanárok méltatására és kitüntetések átadására.

### India
Indiában a tanárok napját szeptember 5-én ünneplik a második miniszterelnök, dr. Sarvepalli Radhakrishnan születése feltételezett napján. Ez nem szabadnap, a diákok és a tanárok ugyanúgy mennek iskolába, de ezen a napon nincs tanítás. Ünnepelnek és emlékeznek. A tanítás felelősségét ezen a napon az idősebb diákok vállalják, így tehermentesítve legalább egy napra a tanárokat.
Indiában a tanárokat nagy megbecsülés veszi körül. Egy régi indiai tanítás szerint a tanár a harmadik legfontosabb, még istennél is fontosabb. A sorrend: anya, apa, tanár, Isten.

### Irán
Iránban a tanárok napját május 2-án ünneplik.

### Latin-Amerika
Latin-Amerikában a nemzetközi tanárok napját szeptember 11-én, Domingo Faustino Sarmiento, egy híres argentin politikus és megbecsült tanító halálának az évfordulóján tartják. Erről 1943-ban a Panamában tartott 
Pánamerikai Oktatási Konferencián határoztak.
Ennek ellenére sok itteni országnak megvan a saját ünnepe is, a saját történelmükhöz jobban kapcsolódó dátummal: Brazíliában október 15., Mexikóban május 15., Peruban július 6.

### Lengyelország
Lengyelországban a tanárok napját, vagy másképpen a nemzeti oktatási napot október 14-én tartják. Az elsőt 1773-ban tartották.

### Magyarország
Június első vasárnapja 1952 óta hagyományosan a Pedagógusok napja Magyarországon.

### Oroszország
Oroszországban a tanárok napja október 5. 1994 előtt október első vasárnapján ünnepeltek.

### Szingapúr
Szingapúrban ez a nap iskolai tanítási szünnap. Dátuma: szeptember 1. Az ünnepséget előző napon szokták megtartani, amikor a diákoknak csak fél napot kell iskolában lenniük.

### Szlovákia
Szlovákiában a tanárok napja nem hivatalos ünnepnap, amit március 28-án, Comenius születése évfordulóján tartanak.

### Dél-Korea
Dél-Koreában a tanárok napját május 15-én ünneplik. Ilyenkor a diákok szegfűvel ajándékozzák meg a tanárokat, és rövidebb a tanítási nap. A régebbi diákok ezen a napon meglátogatják tanáraikat, és ajándékot visznek. Országszerte sok iskola zárva tart, hogy így jutalmazzák a tanárokat az év közben végzett fáradhatatlan munkájukért.

### Thaiföld
Thaiföldön a tanárok napját 1957 óta minden évben január 16-án tartják.

### Vietnám
Vietnámban a tanítók napja november 20-ára esik. Ezen a napon a diákok szabadnapot kapnak, de elvárják tőlük, hogy minden tanárt felkeressenek, és virágot vigyenek nekik.